# Mil nubes de paz cercan el cielo, amor, jamás acabarás de ser amor
Mil nubes de paz cercan el cielo, amor, jamás acabarás de ser amor es una película en blanco y negro mexicana del 2003, escrita y dirigida por Julián Hernández.
Este drama romántico trata del desamor y la falta de sentimientos y comunicación en las relaciones.
Se trata también de la ópera prima de Hernández y de una cinta que puede clasificarse como cine gay.

## Argumento
Gerardo es un joven homosexual que ha dejado los estudios y el hogar paterno, y vive emancipado trabajando en unos billares y manteniendo furtivos contactos sexuales con hombres. Esto cambia cuando conoce a Bruno del que se enamora a pesar de no conocer casi nada de él. Bruno no acude a su siguiente cita y, como ha pedido su teléfono, Gerardo espera y espera su llamada, mientras escucha la Nena, canción que interpreta Sara Montiel y que del disco de la película El último cuplé que había comprado para regalárselo. Cuando recibe una carta de despedida de Bruno empieza a buscarlo obsesivamente por los lugares de cruising, donde encuentra diversos personajes con sus respectivas penas de amor y soledades, hasta que muere repentinamente.

## Críticas
Del total de 415 votos recibidos por los usuarios en Internet Movie Database (IMdB), la película tiene una calificación de 5.9 estrellas de 10 posibles; mientras que en el sitio Rotten Tomatoes el promedio de los críticos le otorga 4.61 puntos de 10 posibles, mientras que el promedio de las votaciones del público es de 3.6 estrellas de 5.
The Washington Post consideró el contenido pretencioso, de la misma manera que su título, reconociéndole, sin embargo, una gran calidad a las imágenes en blanco y negro y los movimientos de cámara del cinefotógrafo Diego Arizmendi. Tanto en lo visiual como en la temática se puede encontrar un vínculo con las películas de sufrimiento religioso de Robert Bresson. A pesar de los aciertos técnicos, dice Desson Thomson, se trata de una película que quiere decir mucho y acaba por ser banal y vacía.
Elizabeth Weitzman del New York Daily News la calificó de una cinta "auto-complaciente en extremo", de tono lacónico y cuya historia de corazones rotos parece realizada por un adolescente. Richard James Havis de The Hollywood Reporter escribió que el uso de todo el armamento cinematográfico del que disponía Julián Hernández logra golpear al público con "una fuerza visceral".
Por su parte, el crítico mexicano Ernesto Diez Martínez consideró a Mil nubes de paz... como un notable debut cinematográfico, con una madurez visual pocas veces vista en un realizador novel y un trabajo en la fotografìa extraordinario. De la narrativa opinó que "no se preocupa en contar una historia, sino en transmitir un estado de ánimo de dolor, de desgarramiento amoroso. Guardadas las debidas distancias, Hernández sigue los pasos del gran Wong Kar-Wai y su Happy Together en esta desesperanzada crónica de una obsesión y un amor perdido".
Martínez reconoce también la influencia del realizador italiano Pier Paolo Pasolini quien, a partir de las líneas de un poema, Hernández construye el título de su ópera prima.
Sobre la temática homosexual, el mexicano apunta que Hernández no tiene empacho en asumirla abiertamente desde el primer plano, en el cual vemos a un hombre practicándole sexo oral a otro dentro de un auto, para continuar a lo largo de la película con otros momentos de sexualidad explícita entre hombres. "Estamos en los terrenos de un cine gay que no tiene empacho en serlo, cual heredero de la obra de [Jaime Humberto] Hermosillo o, si se quiere, como una suerte de tardía continuación de aquella ninguneada obra maestra del cine mexicano de los 90, En el Paraíso no Existe el Dolor, de Víctor Saca.

## Reparto
- Juan Carlos Ortuño - Gerardo
- Juan Carlos Torres - Bruno
- Salvador Álvarez - Susana
- Manuel Grapain Zaquelarez - Jorge, tipo que pega a Gerardo
- Rosa María Gómez - Mary, la camarera
- Perla de la Rosa - Anna, la madre de Gerardo
- Clarisa Rendón - Nadia, la chica del puente
- Salvador Hernández - Antonio, el ligue del billar[5]

## Premios y nominaciones
- Premio Teddy de oro a Mejor película con temática gay en el Festival Internacional de Cine de Berlín de 2003.[1][6][7]
- Premio a Mejor Director y Mejor Sonido en el Festival Internacional de Cine de Guadalajara[6]
- Nominación por Mejor Película en el Festival de Cine de Bogotá, 2003[7]
- Premio a la mejor ópera prima en el Festival de cine latinoamericano de Lima 2003.[7]
- Ariel de plata al Mejor Sonido, Mejor coactuación femenina y Mejor actriz de cuadro; y nominación por Mejor Dirección, Mejor Guion Original, Mejor Edición y Mejor Ópera Prima en los Premios Ariel de 2004.[6][7]

## Comentarios
Este filme ocupa el lugar 52 dentro de la lista de las 100 mejores películas del mexicanas, según la opinión de 27 críticos y especialistas del cine en México, publicada por el portal Sector Cine en junio de 2020.